# Tiomuscimol
Tiomuscimol é um agonista do receptor GABAA com estrutura química relacionada ao muscimol.